# Чессапаломбо

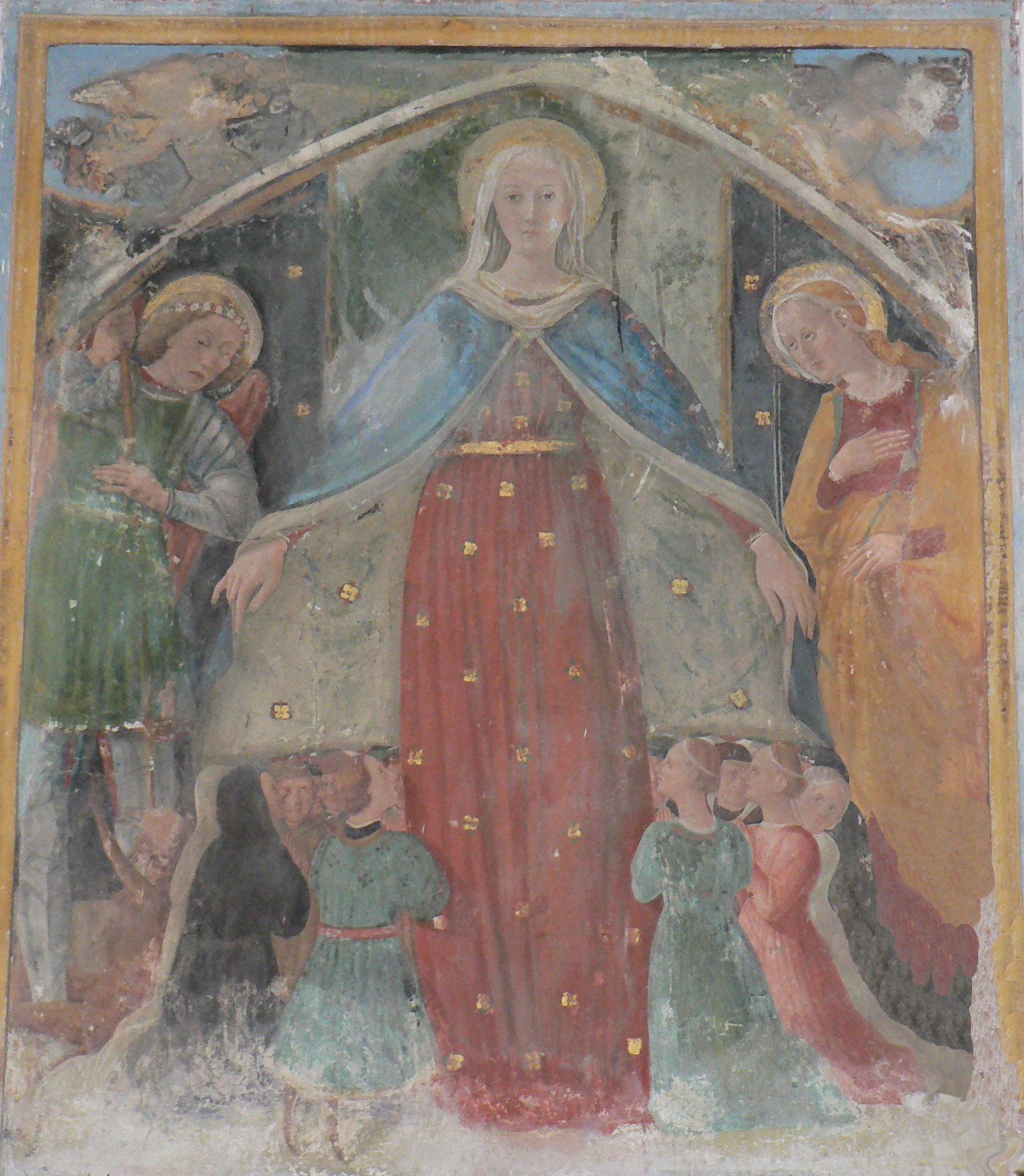
Фреска "Пресвятая Богородица Милостивая" (1468, Madonna della Misericordia) в городском храме Божией Матери Заступницы (Santa Maria Ausiliatrice)

Чессапаломбо (итал. Cessapalombo) — коммуна в Италии, располагается в регионе Марке, в провинции Мачерата.
Население составляет 564 человека (2008 г.), плотность населения составляет 21 чел./км². Занимает площадь 27 км². Почтовый индекс — 62020. Телефонный код — 0733.
Покровителем коммуны почитается святой апостол Андрей, празднование 30 ноября.

## Демография
Динамика населения:

## Администрация коммуны
- Официальный сайт: http://www.comune.cessapalombo.mc.it/